# ウシ族
ウシ族 (Bovini) は、ウシ科ウシ亜科の1グループ。
外見はウシに似ている。つまり、大型（大型動物であるウシ科の中でも特に大型）で、太い体躯を持つ。また、1対の角をこめかみに持つが、短く曲がったものが多い。これに対し、ウシ科でもウシ族以外のレイヨウ（アンテロープ）類は、比較的小型で細身な体つきをしており、角は長くまっすぐなものが多い。
ウシ、アジアスイギュウ、ヤク、ガウル、バンテンは家畜化されており、経済的に重要である。また、アメリカバイソンもかつてはアメリカンインディアンにとって、半家畜および狩猟の対象として経済的に重要だった。

## 他の呼称
ウシ（牛）は、広義にはウシ族全体を指すことがある。さらに広げてウシ亜科、あるいはウシ科全体をウシと呼ぶこともあるが、外見がウシと異なる種を含んでしまうため、これらの用法はまれである。
バッファロー (buffalo) は、本来はアジアスイギュウのことである。しかし、他にもウシ族のさまざまな種がバッファローと呼ばれ、特にアメリカ合衆国やカナダの一部ではアメリカバイソンを指す呼称として一般的となっている。
ヤギュウ（野牛）は、ウシ族のうち野生のものである。ただし、buffaloが野牛と訳されることがあるため、まれに、家畜種であるアジアスイギュウなどを指していることもある。
スイギュウ（水牛）は、ウシ族のうち水辺を好むもの、特に、アジアスイギュウ属とアフリカスイギュウ属をさす。ただし、buffaloが水牛と訳されることがあるため、まれに、特に水辺を好むわけではないアメリカバイソンなどをさしていることもある。また、家畜種であるアジアスイギュウを特にスイギュウと呼ぶこともある。
レイヨウ（アンテロープ）は、通常、ウシ族以外の種をさす。ただし、別族とされることもある小型なサオラはベトナムレイヨウとも呼ばれる。

## 種
- アジアスイギュウ属 Bubalus
  - アジアスイギュウ亜属 Bubalus (Bubalus)
    - アジアスイギュウ（スイギュウ、インドスイギュウ）, Water Buffalo, Bubalus bubalus （ほとんどは家畜化）
    - カラバオ, Carabao, Bubalus carabanensis
    - タマラオ（フィリピンスイギュウ、ミンドロスイギュウ）, Tamaraw, Bubalus mindorensis

  - アノア亜属（コスイギュウ、ヤマスイギュウ） Bubalus (Anoa)
    - マウンテンアノア（ヤマアノア）, Mountain Anoa, Bubalus quarlesi
    - ローランドアノア（アノア）, Lowland Anoa, Bubalus depressicornis
- アフリカスイギュウ属 Syncerus
  - アフリカスイギュウ（アフリカバッファロー、アフリカヤギュウ）, African Buffalo, Syncerus caffer
- ウシ属 Bos
  - ウシ, (domestic) Cattle, Bos taurus (オーロックスの家畜化で、同種とされることもある)
  - オーロックス, Aurochs, Bos primigenius (絶滅)
  - ガウル（ガウア、セラダン、ガヤル）, Gaur, Bos gaurus （一部家畜化）
  - コープレイ, Kouprey, Bos sauveli
  - バンテン（バリウシ）, Banteng, Bos javanicus （一部家畜化）
  - ヤク, Yak, Bos mutus （ほとんどは家畜化）
- クティンヴォアル属 Pseudonovibos
  - クティンヴォアル, Kting Voar, Pseudonovibos spiralis
- バイソン属 Bison
  - アメリカバイソン（アメリカバッファロー、アメリカヤギュウ）, American Bison, Bison bison
  - ステップバイソン, Steppe Wisent, Bison priscus (絶滅)
  - ヨーロッパバイソン（ヨーロッパヤギュウ、ヴィーゼント）, Wisent, Bison bonasus
- サオラ属 Pseudoryx （サオラ族 Pseudorygini に分けることもある）
  - サオラ（ベトナムレイヨウ）, Saola, Pseudoryx nghetinhensis